# Alomvattend kernstopverdrag
Het alomvattend kernstopverdrag (internationaal Comprehensive Nuclear Test Ban Treaty, afgekort tot CTBT) verbiedt alle kernexplosies in elke omgeving, zowel voor militaire als civiele doelen. Het is het vervolg op de Partial Test Ban Treaty uit 1963.
Het verdrag kwam tot stand onder voorzitterschap van de Nederlandse diplomaat Jaap Ramaker. Het verdrag werd geopend voor ondertekening in New York op 24 september 1996, toen het ondertekend werd door 71 staten waarvan vijf van de acht landen die op dat moment atoomwapens hadden. Het kernstopverdrag is op dit moment ondertekend door 176 landen en geratificeerd door 132 landen. India en Pakistan hebben het verdrag niet ondertekend, hoewel zij geen atomaire staat zijn volgens de definitie van het non-proliferatieverdrag; Noord-Korea ondertekende het verdrag ook niet. India en Pakistan deden vlak achter elkaar atoomtests in 1998. Terwijl Noord-Korea in 2003 uit het non-proliferatieverdrag stapte en nu claimt kernwapens te hebben.
Het verdrag is overigens nog niet in werking getreden aangezien 44 specifieke landen het verdrag moeten ratificeren. De landen die dit nog niet hebben gedaan zijn China, Colombia, Egypte, Indonesië, Iran, Israël en de Verenigde Staten.